# 헌법불합치결정의 소급효 사건
헌법불합치결정의 소급효 사건(2006.6.29. 2004헌가3 [각하])은 대한민국의 유명한 헌법재판소 판례이다.

## 사실관계
신청인은 사립대학교 전임강사로 일하다 학교에서 재임용을 하지 않자 지방법원에 교수지위확인청구의 소를 제기하면서 구 사립학교법 제53조의2 제3항이 헌법 제31조 제6항에 위배되어 위헌이라고 주장하면서 위헌법률심판제청신청을 하였다.

## 관련 조문
구 사립학교법 제53조의2[학교의 장이 아닌 교원의 임면] ③대학교육기관의 교원은 당해 학교법인의 정판이 정하는 바에 따라 기간을 정하여 임면할 수 있다. 이 경우 국•공립대학의 교원에게 적용되는 임용기간에 관한 규정을 준용한다.

## 결론
각하

## 이유
위헌심판에서의 구체적 규범통제의 실효성 보장이라는 측면을 고려할 때, 적어도 위 헌법불합치결정을 하게 된 당해 사건 및 위 헌법불합치결정 당시에 이 사건 법률조항의 위헌 여부가 쟁점이 되어 법원에 계속중인 사건에 대하여는 위 헌법 불합치결정의 소급효가 미친다. 헌법불합치결정의 소급효는 헌법불합치결정 당시에 이 사건 법률조항의 위헌여부가 쟁점이 되어 법원에 계속중인 당해 사건에도 미친다할 것이므로, 종전의 법률조항의 위헌여부가 쟁점이 되어 법원에 계속중인 당해 사건에도 미친다고 할 것이므로, 종전의 법률조항인 이 사건 법률조항이 그대로 적용될 수는 없고, 위헌성이 제거된 현행 사립학교법의 규정이 적용되어야 할 것이다. 따라서 재판의 전제성을 잃게 됨으로써 결국 심판제청의 이익이 없게 되었다.

## 참고 문헌
- 대한민국 헌법재판소 판례 2006.6.29. 2004헌가3 [각하])
- 법률신문 - 중요판결 전문 헌법재판소 2006.6.29. 자 2004헌가3 전원재판부

## 같이 보기
- 부러진 화살 (2012년 영화)
- 사립학교